# إميليو بونفيغليو
إميليو بونفيغليو (بالإيطالية: Emilio Bonfigli)‏ (22 أغسطس 1902 – 13 أغسطس 1987) هو ملاكم إيطالي راحل، مثّل بلاده في الألعاب الأولمبية الصيفية 1924.

## روابط خارجية
إميليو بونفيغليو على موقع أوليمبيديا (الإنجليزية)